# Сан Никола Силано (Козенца)
Сан Никола Силано је насеље у Италији у округу Козенца, региону Калабрија.
Према процени из 2011. у насељу је живело 5 становника. Насеље се налази на надморској висини од 1414 м.